# Okradziejówka
Okradziejówka – przysiółek wsi Balin w Polsce, położony w województwie małopolskim, w powiecie chrzanowskim, w gminie Chrzanów, na północ od Chrzanowa.
W latach 1975–1998 przysiółek administracyjnie należał do województwa katowickiego.
Przysiółek położony jest w obniżeniu zwanym Rowem Balińskim, otoczonym łąkami, usytuowanym pomiędzy wzniesieniami: Górą Wilkoszyńską, Pańską Górą i Górą Chrzanowską.